# História dos Estados Unidos (1815–1865)
O período da história dos Estados Unidos entre 1815 e 1865 é marcado por dois acontecimentos distintos: o início da expansão americana em direção ao oeste e pela crescente divisão político, social e econômica entre os estados do Norte e do Sul, sobre questões controversas - especialmente sobre o trabalho escravo - que culminaram na Guerra Civil Americana, que iniciou-se em 1861 e estendeu-se até 1865.

## A Era do Bem Sentir

### A queda dos Federalistas e a Doutrina Monroe

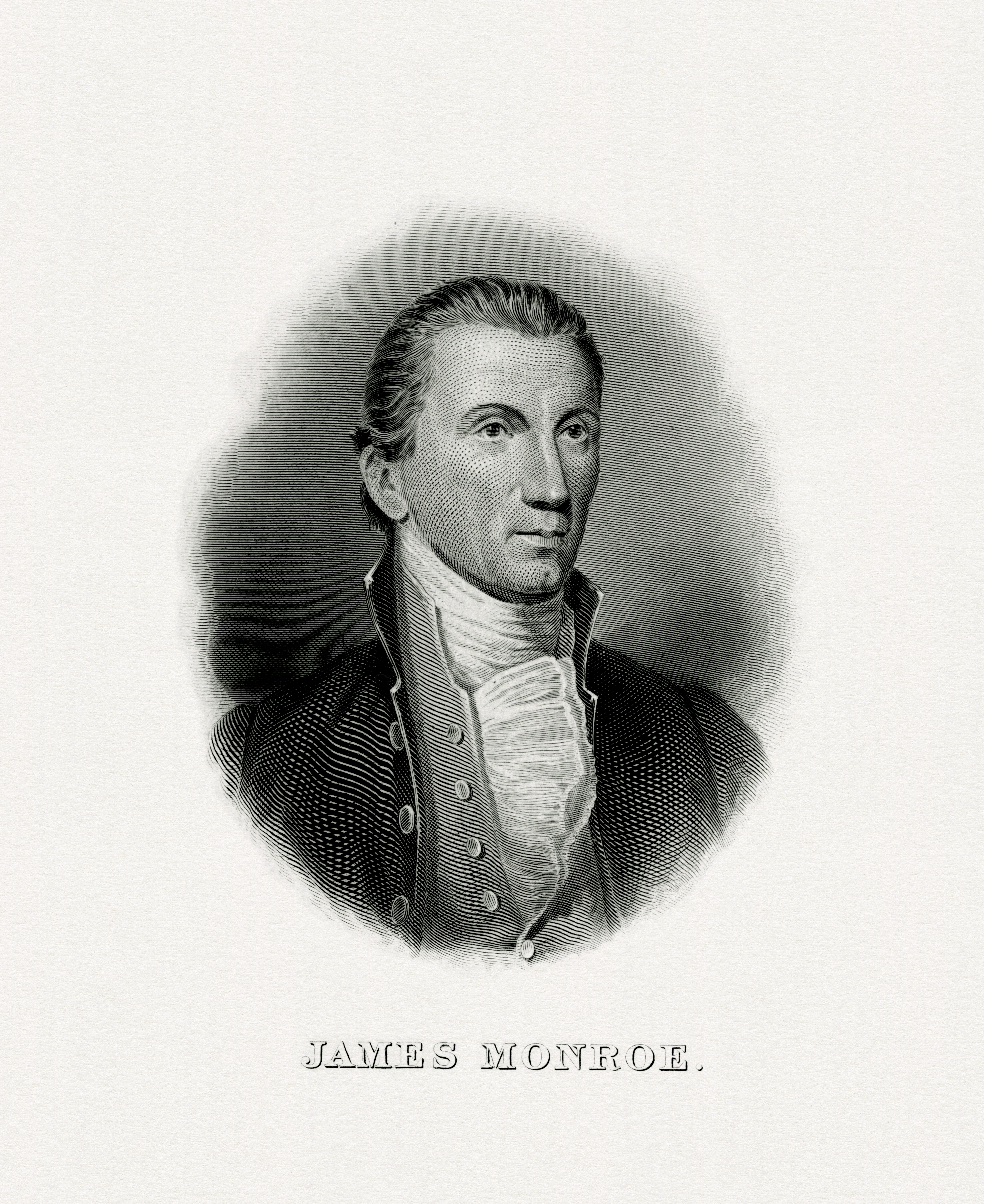
James Monroe, o 5º presidente dos Estados Unidos.

Em 1814 e em 1815, federalistas da Nova Inglaterra realizaram um encontro político secreto, em Hartford, Connecticut. Os seus oponentes, os democrata-republicanos, espalharam rumores de que este encontro seria realizado para a discussão de uma possível secessão da Nova Inglaterra dos Estados Unidos. Estes rumores arruinaram a reputação dos federalistas, e o Partido Federalista desintegraria-se ainda em 1816.
Após o fim da Guerra Anglo-americana, em 1815, Henry Clay e outros nacionalistas americanos propuseram a adoção de medidas econômicas, que tornariam-se posteriormente conhecidas como "American System". Estes nacionalistas pediram pela isolação do país em eventos internacionais, e a adoção de tarifas alfandegárias para proteger a economia americana de produtos estrangeiros. A lógica era simples: com a queda das importações de produtos estrangeiros, a indústria nacional cresceria para atender à demanda, gerando empregos, que por sua vez levaram a um aumento em gastos e em consumo no geral - beneficiando assim comerciantes e fazendeiros. Além disso, estas tarifas poderiam ser utilizadas pelo governo onde fosse necessário. O Congresso americano aprovou a criação de um Segundo Banco dos Estados Unidos, que atuaria como banco central. Este banco causaria grande controvérsia no governo americano, nas duas décadas que seguiriam à sua criação, uma vez que a criação de um banco central dava ao governo maior controle da economia nacional. Outra medida adotada pelo governo foi o aumento aos fundos destinados à construção e manutenção de infraestrutura no país.
Em 1817, James Monroe tornou-se presidente, tendo presidido o país até 1825. O período do termo de ofício de Presidente de James Monroe também é nomeada "Era do Bem Sentir". Em um lado, este termo descrevia um período de vigorosos conflitos faccionais e regionais, do outro lado, esta frase reconhecia o triunfo do Partido Republicano sobre o Partido Federalista. Além disso, este período caracteriza-se por sua relativa tranquilidade, paz, união e um sentimento otimista da população americana em relação ao futuro do país.
Em 1820, quando concorreu à reeleição, Monroe foi reeleito sem oposição, visto que o Partido Federalista - o único partido oponente à época - desintegrara-se em 1816. Monroe é provavelmente mais conhecido pela sua Doutrina Monroe, no qual ele afirmava em sua mensagem, dirigida ao Congresso americano em 2 de dezembro de 1823, que o continente americano deveria ser livre de qualquer colonização europeia, e livre de qualquer interferência européia em assuntos nacionais. Além disso, a Doutrina Monroe afirmava a intenção dos Estados Unidos em permanecer neutro em guerras na Europa, mas dizia que quaisquer novas colônias no continente, ou interferência em países independentes, seria considerada atos de guerra contra os Estados Unidos.
Durante a Era do Bem Sentir, os Estados Unidos anexaram dois territórios diferentes. Segundo o tratado de paz assinado com o Reino Unido, que terminava com a Guerra Anglo-Americana no continente, os Estados Unidos passaram a controlar a Bacia do Rio Red, ao norte do Território de Louisiana. Em 1819, além disso, a Espanha cedeu a Flórida para os Estados Unidos.
Porém, problemas existiam nos Estados Unidos durante a Era do Bem Sentir - especialmente o uso do trabalho escravo, que causava grande controvérsia no país. A partir do fim da Guerra Anglo-Americana, muitos nortistas passaram a exigir a abolição da escravidão, embora os sulistas defendiam tal uso vigorosamente. Thomas Jefferson disse certa vez que esta controvérsia é "um sino de fogo na noite".

### O retorno de partidos políticos no país
O fim do Partido Federalista trouxe confusão ao sistema de escolha de presidentes. À época, o Legislativo dos estados tinha o poder de escolher candidatos. Nas eleições presidenciais americanas de 1824, o Tennessee e a Pensilvânia escolheram Andrew Jackson como candidato à presidência, com John C. Calhoun, escolhido pela Carolina do Sul, concorrendo na chapa de Jackson, ao posto de Vice-Presidente. O Kentucky escolheu Enry Clay como candidato à presidência; o Massachusetts, John Quincy Adams; e uma facção do Congresso americano, William Crawford.
Personalidade e lealdade aos candidatos foram fatores decisivos na determinação dos resultados finais da eleição. Adams obteve os votos eleitorais da Nova Inglaterra e a maior parte do Estado de Nova Iorque; Clay obteve o apoio dos colégios eleitorais do Kentucky, Ohio e do Missouri; Jackson obteve o apoio do Alabama, Illinois, Indiana, Carolina do Norte, da Carolina do Sul, Pensilvânia, Maryland e Nova Jérsia; e Crawford obteve apoio da Virgínia, Geórgia e Delaware. Nenhum candidato obteve uma maioria (50,1%) dos votos no Colégio Eleitoral, e por isto, como está previsto na Constituição americana, a decisão da escolha do Presidente americano passou à Câmara dos Representantes. Dos quatro candidatos, Clay era o mais influencial na Câmara dos Representantes. Clay decidiu apoiar Adams, fato que deu efetivamente a Adams a presidência do país, e, em troca, Adams indicou Clay como Secretário de Estado. Este evento ficou conhecido como A Barganha Corrupta. Enquanto isto, Jackson e seus seguidores, irritados com este acontecimento, fundaram uma nova asa dentro do Partido Democrata-Republicano. Esta asa posteriormente desenvolveria-se no Partido Democrata.
Durante o termo de ofício de Adams, novas facções políticas surgiram - além da asa democrata do partido Democrata-Republicano. Os seguidores de Adams tomaram o nome de "Republicanos Nacionais", que posteriormente seria mudado para Whig. Embora tenha governado o país honesta e eficientemente, Adams não foi um presidente popular, e seu termo de ofício foi marcado por frustrações, tais como a falha em seus esforços em instituir um sistema nacional de rodovias e de canais. Seus anos em ofício pareciam ser uma longa campanha para a reeleição, mas seu temperamento frio e intelectual não lhe rendia amigos. Jackson, em contraste, tinha grande popularidade, especialmente entre seus seguidores no recém-formado Partido Democrata, que havia separado-se do Partido Democrático-Republicano, com o último tornando-se o atual Partido Republicano. Nas eleições presidenciais de 1828, Jackson derrotou Adams, obtendo uma grande maioria dos votos do colégio eleitoral.

## Democracia Jacksoniana

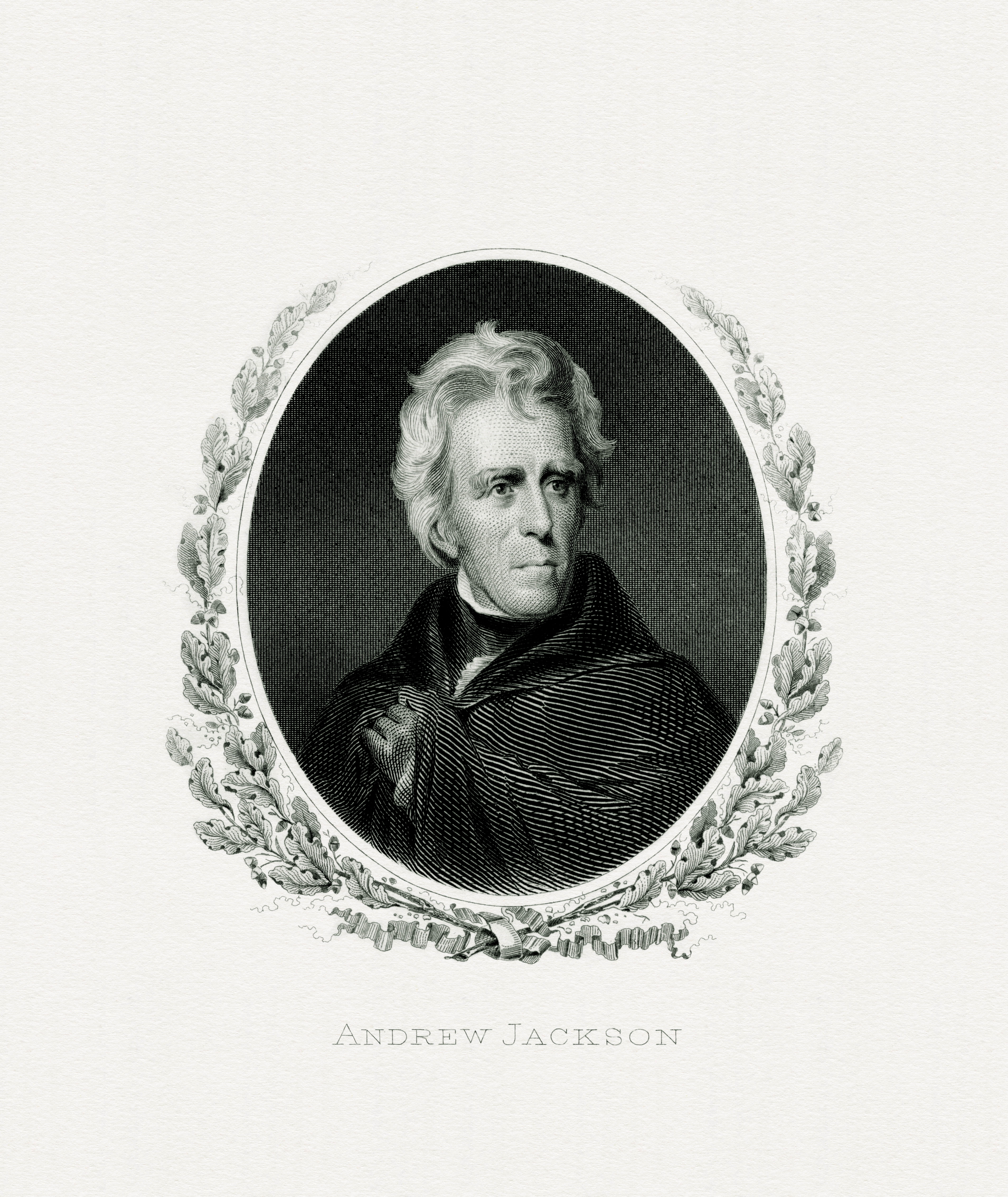
Andrew Jackson foi presidente entre 1829 e 1837.

Até 1828, todos os presidentes dos Estados Unidos haviam nascido e sido criados em famílias da elite americana, do leste americano. Por contraste, Jackson havia nascido e sido criado em uma família da classe trabalhista. Jackson havia ganhado fama nacional como um lutador de indígenas, e principalmente durante a Guerra Anglo-Americana, onde havia liderado as forças americanas à vitória na última batalha da guerra, a Batalha de New Orleans. Jackson concorreu novamente à presidência nas eleições presidenciais de 1828. Jackson buscou o apoio de pequenos fazendeiros do Oeste e da classe trabalhista americana do Leste - que buscavam usar seu voto para resistir às mudanças no comércio e na manufatura desencadeadas pela Revolução Industrial.
Jackson prometera terminar o que ele chamava de "monopólio do governo pelos homens ricos", para a proteção dos "homens comuns". Sua política de poder político igualitário para todos - independentemente de sua classe - tornou-se conhecida como Democracia Jacksoniana. As primeiras duras décadas de vida de Jackson e suas políticas lhe renderam o apoio da população do Oeste americano e da classe trabalhista das cidades americanas, tendo sido eleito facilmente. Sua reeleição em 1832 também fora feita sem muita oposição.
As eleições presidenciais de 1828 foram um marco significante na história americana, uma vez que marca o início da tendência dos Estados americanos para permitir que uma maior parcela da população eleitoral participasse nas votações. O Vermont tinha sufrágio universal, válido para qualquer pessoa com mais de 21 anos de idade do sexo masculino, e o Tennessee permitia o sufrágio à grande maioria dos pagantes de impostos. Nova Jérsei, Maryland e a Carolina do Sul aboliram requerimentos de propriedade e de pagamentos de impostos entre 1807 e 1810. Os Estados que entraram à União após 1815 permitiam que todas as pessoas do sexo masculino maiores de idade votassem, sem restrições de propriedade ou impostos, ou com requerimentos de impostos muito baixos. Entre 1815 e 1821, o Connecticut, Massachusetts e Nova Iorque aboliram todos os requerimentos de propriedade. Em 1824, membros do Colégio Eleitoral ainda eram selecionadas pelo governo de seis estados. Em 1828, os membros do Colégio Eleitoral eram escolhidos através do voto popular em todos os Estados americanos com exceção do Delaware e da Carolina do Sul. Nenhum fato dramatizava mais este sentimento democrático do que a eleição de Andrew Jackson.

### Sistema despoilse o Banco dos Estados Unidos
Quando Jackson tornou-se Presidente, muitos ricos americanos possuíam cargos no governo americano que até então eram considerados perpétuos - uma vez indicados pelo Presidente ou pelo Congresso, não eram substituídos até sua morte ou sua aposentadoria. Porém, Jackson, após assumir a presidência, afastou muitos destes oficiais do governo americano, substituindo-os por seguidores seus. Diversos historiadores acreditam que Jackson tenha iniciado o Sistema de spoils, onde um dado partido político, após vencer uma dada eleição, monopoliza pré-requisitos e postos de trabalho no governo através de indicações diretas, politicamente motivadas.
Um dos maiores problemas dos termos de ofício de Jakcson fora o Segundo Banco dos Estados Unidos. O Primeiro Banco dos Estados Unidos fora fundado em 1791, sob o termo de ofício de Alexander Hamilton, com uma licença do governo americano para poder operar por um período de 20 anos. Apesar de o governo americano controlar parte dos fundos do Primeiro Banco dos Estados Unidos, este não era um banco governamental - ao invés disto, o banco era uma corporação privada, cujos lucros passavam aos seus investidores e afiliados. O Primeiro Banco dos Estados Unidos fora criado para estabilizar o câmbio e estimular o comércio, mas causou ressentimento na população do Oeste e da classe trabalhadora, que acreditavam que era um "monstro" que dava favores especiais a uns poucos homens poderosos. Quando o período de 20 anos terminou, o governo americano decidiu não renovar a carta-patente.
Durante os próximos anos, o comércio bancário esteve nas mãos de bancos controlados pelo Estado, que criavam moeda em quantidades excessivas, gerando grande confusão e alimentando a inflação e preocupações de que bancos estatais não poderiam dar ao país um câmbio uniforme. Em 1816, um segundo Banco dos Estados Unidos, similar ao primeiro, foi novamente criado, e novamente licenciado por 20 anos.
Desde sua criação, o Segundo Banco dos Estados Unidos fora impopular nos Estados mais recentes e nos territórios, bem como entre a população da classe trabalhadora. Oponentes do banco alegaram que possuía um monopólio virtual sobre o crédito e o câmbio do país, e reiterou que representava apenas os interesses da elite. Jackson, eleito com grande apoio dos oponentes do Banco dos Estados Unidos, vetou uma lei para ceder uma nova licença ao banco. Em sua mensagem ao Congresso, Jackson denunciou o monopólio e os privilégios especiais, dizendo que "nossos homens ricos não têm estado contente com proteção igualitária e benefícios igualitários, mas têm esforçado-se para tornarem mais ricos através de atos do Congresso". Os esforços para anular o veto foram rejeitados pelo Congresso americano.
Durante a campanha de eleição de 1832, a questão do banco causou uma divisão fundamental entre os setores mercantes, industriais e financeiros, que geralmente favorecia o crédito limitado para controlar a inflação e altas taxas de juros; e os setores trabalhistas e agrários, que frequentemente estavam em dívida com os bancos e por causa disto favoreciam um maior depósito de fundos econômicos e menores taxas de juros. O resultado foi a adoção entusiástica da democracia Jacksoniana. Jackson viu as eleições presidenciais de 1832 como um mandato popular para acabar de vez com o Banco, tendo encontrado rapidamente uma maneira de assim fazer - através do uso de uma provisão da licença do governo americano que autorizava a remoção de fundos públicos do Banco por parte do governo americano.
Em setembro de 1833, Jackson ordenou que nenhum fundo do governo americano ou de qualquer Estado fosse depositado no banco, e que o dinheiro já depositado na custódia do banco fosse gradualmente retirado, para ser adicionado ao orçamento do governo, assim acabando de vez com o Banco dos Estados Unidos. Bancos estatais, desta vez cuidadosamente selecionadas, com diversas restrições, foram fornecidas como um substituto. Não obstante, a crise financeira de 1837, conhecida como "Pânico de 1837", foi atribuída pelos democratas jacksonianos ao excesso de emissão de notas bancárias do Segundo Banco dos Estados Unidos. Pela próxima geração os Estados Unidos teria um sistema bancário pouco regulado, o que ajudou a expansão americana rumo ao oeste através de crédito barato, mas deixou o país vulnerável a recessões econômicas.[carece de fontes?] Não foi até o fim da Guerra Civil Americana que os Estados Unidos não licenciaria um sistema bancário nacional.

### Crise de Nulificação

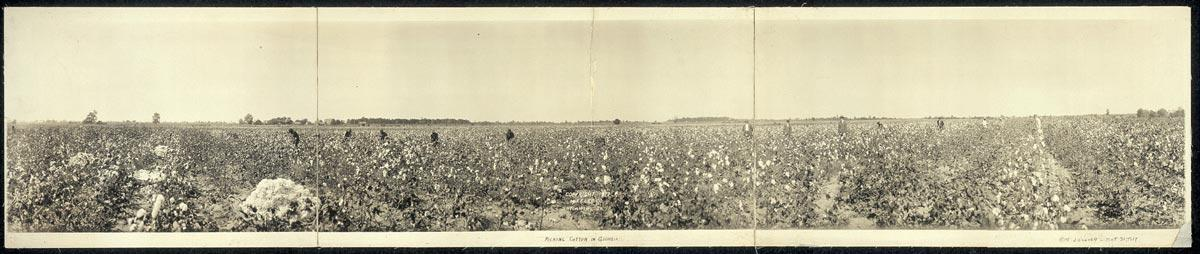
Colheita de algodão na Geórgia.

Ao fim de seu primeiro termo de ofício, Jackson foi forçado a confrontar o Estado de Carolina do Sul, quanto à questão da tarifa alfandegária.
A tarifa alfandegária - de cunho protecionista para a economia americana - que fora aprovada pelo Congresso americano e assinado por Jackson em 1832 era menos protecionista do que outra tarifa federal aprovada em 1828, mas mesmo assim, fez com que muitos habitantes do Estado ficassem descontentes. Em resposta à aprovação da tarifa, um número de cidadãos da Carolina do Sul começaram a apoiar os princípios de direitos dos Estados de "nulificação", que foi enunciado por John C. Calhoun, o Vice de Jackson até 1832, em sua Exposição e Protesto da Carolina do Sul de 1828. A Carolina do Sul lidou com a tarifa através da adoção da Ordem de Nulificação", que anulava ambas as tarifas alfandegárias aprovadas pelo governo federal em 1828 e 1832 dentro dos limites do Estado.
A nulificação foi apenas o evento mais recente de uma série de desafios realizados por diversos Estados americanos contra a autoridade do governo federal. Em resposta à ameaça da Carolina do Sul, Jackson enviou pequenos navios militares e um batalhão para Charleston em novembro de 1832. Em 10 de dezembro, Jackson anulou publicamente a nulificação realizada pela Carolina do Sul. Esta, Jackson afirmou, colocava-se a si mesma "nos limites da insurreição e da traição", e apelou para a população do Estado a reafirmar sua lealdade para aquela União pela qual seus ancestrais haviam lutado.
O senador Henry Clay, apesar de ser um proponente da proteção e um rival político de Jackson, decidiu buscar com que ambas as partes envolvidas chegassem a um compromisso, através do Congresso. O Compromisso de Clay especificava que todas as tarifas alfandegárias cujas taxas fossem maiores do que 20% dos produtos importados seriam reduzidos inicialmente, para serem gradualmente aumentados, sendo que somente por volta de 1842 que estas tarifas alcançariam as taxas estabelecidas pela tarifa moderada de 1816.
O resto do Sul dos Estados Unidos, enquanto isto, declarou a ação tomada pela Carolina do Sul como não inteligente e inconstitucional. Eventualmente, a Carolina do Sul anularia sua própria nulificação. Jackson havia pressionado o governo federal a mostrar os princípios da supremacia da União. Mas após estes eventos, a Carolina do Sul conseguira obter muitas das demandas que pedira, e demonstrara que um único Estado poderia forçar suas vontades no Congresso.

## Expansão em direção ao oeste
Após a derrota de Napoleão Bonaparte na Europa, e da realização do Congresso de Viena, em 1815, uma era de relativa estabilidade iniciou-se na Europa. Líderes americanos passaram a prestar menos atenção para o comércio e conflitos europeus, e mais para o desenvolvimento doméstico dos Estados Unidos.
Ao longo da primeira metade do século XIX, milhares de americanos e imigrantes europeus passaram a mover-se além dos Apalaches, em direção aos novos territórios obtidos pelos Estados Unidos da Inglaterra, após a guerra da independência, e da França, após a Compra da Louisiana. Muitos destes assentadores foram além das fronteiras americanas, instalando-se em terras estrangeiras, como o Oregon (então controlada pelo Reino Unido), e a Califórnia e o Texas (então controladas pelo México).
Em torno da década de 1840, os motivos do expansionismo americano foram articulados sob os termos da ideologia do Destino Manifesto. Gradualmente, através de acordos realizados com o Reino Unido na década de 1840, do Tratado de Guadalupe Hidalgo realizado com o México em 1848, e da Compra de Gasden, realizada em 1853, os Estados Unidos obteve suas atuais fronteiras políticas, ao menos, nos 48 Estados contíguos.
Eventos primários que incentivaram drasticamente o povoamento da região centro-oeste americana foram a Revolução do Texas; a abertura da Trilha de Oregon; a Imigração mórmon para o Utah em 1846 e 1847, a corrida do ouro da Califórnia de 1859, o Ato Homestead da década de 1860, um ato do governo americano pelo qual, por um preço mínimo, um dado assentador receberia o direito à propriedade de um lote de terra rural e a finalização da primeira ferrovia transcontinental americana, em 10 de maio de 1869.

### A conquista do oeste

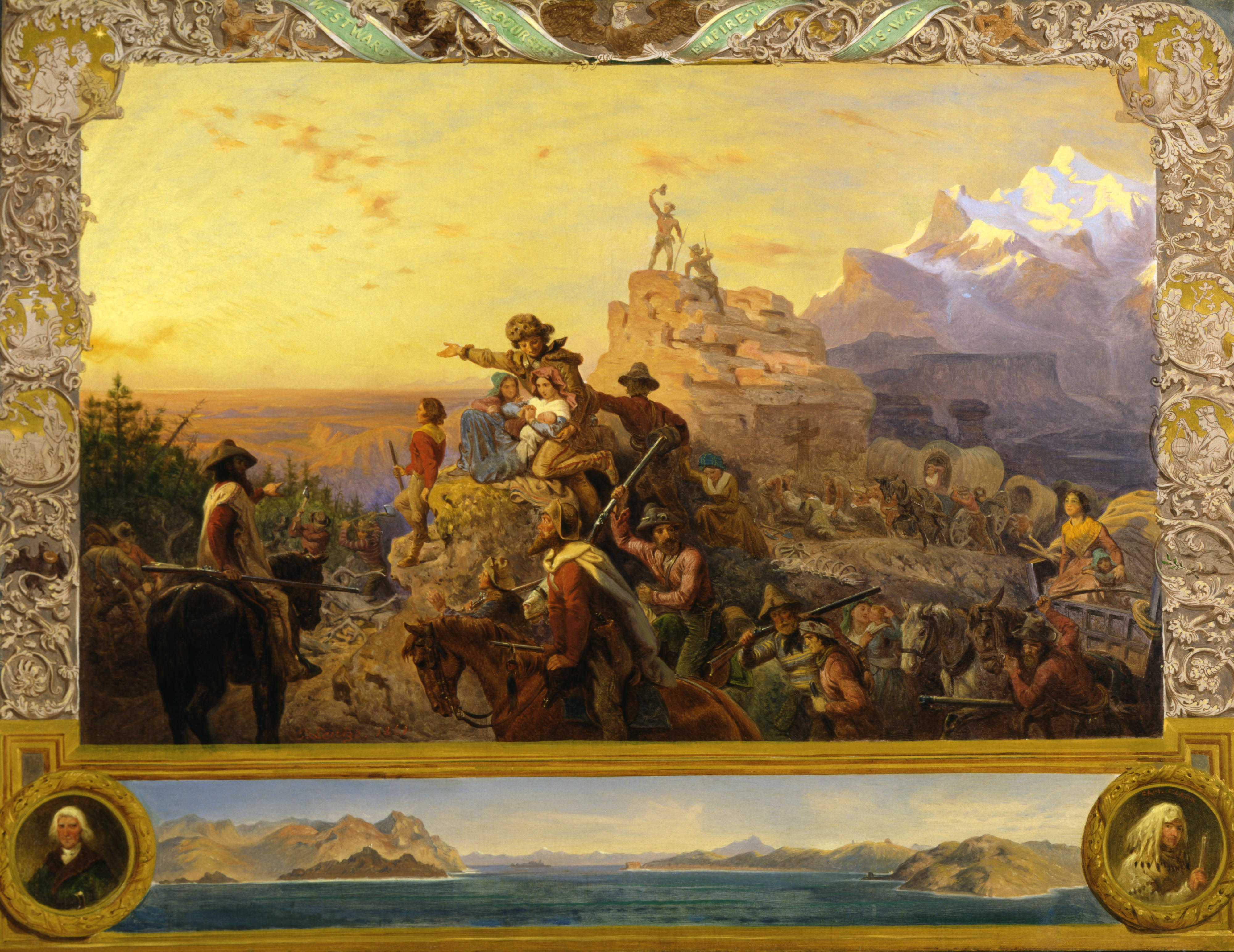
Expansão para o oeste era um desejo dos americanos desde antes da independência do país.

As pessoas que foram pioneiras na isolada região centro-oeste dos Estados Unidos incluíam tanto americanos que viviam no leste da América quanto imigrantes europeus, que se mudaram em direção ao oeste em busca de melhores condições de vida e/ou de liberdade religiosa. A maior parte destes pioneiros eram fazendeiros.
Até à década de 1820, a maior parte dos territórios americanos a oeste dos Montes Apalaches não era povoada. Durante a década de 1820, diversos pequenos assentamentos foram fundados nos territórios americanos a oeste dos Apalaches, território que se estendia até ao Rio Mississippi.

### Destino Manifesto
Durante a década de 1830, a maior parte do oeste da região Sul já estava relativamente bem povoada, sendo que muito da região já era utilizada pela indústria agropecuária. Outros assentadores partiram em direção ao extremo oeste dos atuais Estados Unidos, território então não controlado pelos americanos. Estes territórios eram então o Texas e a Califórnia, administradas pelo México, e o Oregon, administrada pelo Reino Unido. Estes territórios incluem as regiões que posteriormente desenvolveriam-se em todos os atuais Estados do oeste e do sudoeste americano. O número de americanos vivendo nestes territórios superava os dez mil, em 1840.
Na edição de julho/agosto de 1845 da a revista Democratic Review, o jornalista americano John L. O'Sullivan escreveu:
"Nosso destino manifesto é de expandir pelo continente cedido pela Providência, para o livre desenvolvimento dos nossos milhões multiplicando-se anualmente (...) Os Estados Unidos possuem direito ao Território de Oregon, e esta reivindicação é por direito de nosso destino manifesto, de expandir e possuir todo o continente, sob a qual a Providência deu a nós para o desenvolvimento do grande experimento da liberdade e do governo federal intitulado a nós.
Isto é, Sullivan declarava que os Estados Unidos possuíam uma missão, divinamente inspirada, de expandir pelo continente americano, espalhando consigo liberdade e democracia. O termo "destino manifesto" tornou-se rapidamente bastante utilizado pelo governo e pela mídia americana, durante o restante da década de 1840.
Tensões haviam-se desenvolvido entre os Estados Unidos e o Reino Unido, quanto ao Território de Oregon, durante o início da década de 1840. Em 1846, ambos os países chegaram a um acordo. Todos os territórios do Território de Oregon ao sul do paralelo 49 fariam parte dos Estados Unidos, enquanto territórios ao norte continuariam a ser administrados pelo Reino Unido, com exceção da Ilha de Vancouver, que continuou a ser controlada pelo Reino Unido.

### Guerra Mexicano-Americana
Se a questão do Território de Oregon foi realizada sem conflitos, o mesmo não ocorreu nos territórios controlados pelos mexicanos. Em 1835, colonos americanos instalados no Texas rebelaram-se contra os mexicanos. Em março de 1836, estes americanos venceram definitivamente os mexicanos, e o Texas tornou-se independente. Os americanos que lutaram pela independência do Texas passaram a pressionar o governo dos Estados Unidos pela anexação do Texas. Nove anos depois, em 1845, o Texas foi oficialmente anexado pelos Estados Unidos, fato que enfureceu o governo mexicano, que cortou relações políticas e comerciais com os americanos.
Milhares de americanos também se haviam instalado na Califórnia. O governo americano, em 1846, propôs a compra da Califórnia ao México, que recusou a vender a região aos americanos. Em maio de 1846, o Congresso americano declarou guerra contra o México. Os Estados Unidos derrotaram o México, que foi incapaz de resistir ao ataque das forças americanas, graças à falta de recursos e por causa de um comando dividido. Sob os termos do Tratado de Guadalupe Hidalgo de 1848, o México cedia oficialmente aos Estados Unidos o Texas, a Califórnia - Estados mexicanos que tornaram-se territórios americanos. O Texas e a Califórnia seriam rapidamente elevados à categoria de Estado americano. Tanto o Texas quanto a Califórnia foram fragmentados, para a formação de novos territórios, que formam atualmente os Estados de Arizona, Colorado, Nevada, Novo México e Utah. Estes territórios cedidos pelo México tornariam-se posteriormente um dos pontos-chaves das tensões seccionais sobre a expansão do escravismo no país. Os Estados Unidos - ao menos, a região dos 48 Estados contíguos - chegaria aos seus atuais limites territoriais, com a Compra de Gadsden de 1853.

### A expansão e os nativos americanos
Após a Guerra de 1812, com o fim da aliança entre os britânicos e os nativos americanos a leste do Rio Mississippi, assentadores brancos tornaram-se mais determinados a colonizar terras indígenas além do Mississippi. Na década de 1830, o governo federal deportou forçadamente tribos nativos americanas do Sul do país para regiões menos férteis no Oeste. Durante a metade do século XIX, esta tendência do governo federal continuou, de obrigar os nativos americanos a mudarem-se de terras consideradas "valiosas" pelo governo federal, para regiões mais isoladas.
Em 1830 o Congresso americano aprovou o Ato de Remoção Indígena, que autorizava o Presidente americano a negociar tratados que trocavam terras indígenas nos Estados do Leste americano por terras a oeste do Rio Mississippi. Em 1834, um território especial, voltado especialmente para a alocação de diferentes grupos indígenas do Leste americano, foi criada. Este território, o Território Indígena, é o atual Estado americano de Oklahoma. No total, tribos nativos americanas assinaram 94 tratados diferentes nos dois termos de ofício de Jackson, cedendo milhares de quilômetros quadrados ao governo federal.
Os cherokees, que tinham por direito a propriedade de terras no oeste da Carolina do Norte e da Geórgia por causa de um tratado estabelecido em 1791, foram expulsos de suas terras quando uma facção cherokee assinou o Tratado de New Echota, um ato que autorizava oficialmente a mudança forçada de todos os cherokee na região para terras no Oeste americano. Apesar de protestos dos cherokee e de vários americanos brancos que suportavam os indígenas, os cherokee foram forçados a realizarem a longa e cruel viagem em direção ao Território Indígena em 1838. Muitos morreram de doenças e subnutrição, no evento que ficou conhecido como Trilha das Lágrimas.
A partir da década de 1850, com toda a região dos 48 Estados contíguos nas mãos dos Estados Unidos, o governo federal passou a mover forçadamente tribos nativos americanas para pequenas reservas indígenas. No final da década de 1880, todas as tribos nativos americanas dentro dos 48 Estados contíguos estavam morando dentro de reservas indígenas.

## O conflito irrepressível
Desde a independência dos Estados Unidos e a formação da república, o conflito e as tensões entre os Estados e o governo federal sobre os poderes do último, tem gradualmente crescido no país - primariamente entre Estados do Sul e do americano.
Em 1812, por exemplo, a Nova Inglaterra considerou separar-se do restante do país, devido a questões com atos que restringiam a liberdade de estrangeiros e oponentes políticos no país e à Guerra de 1812. Em 1828 e 1832, o Congresso americano aprovou tarifas alfandegárias que beneficiavam os Estados cada vez mais industrializados do Norte americano, mas eram prejudiciais à economia do Sul agropecuário, dependente da importação de produtos industrializados de países europeus. A tarifa de 1832 recebeu o cognome de "Tarifa de Abominações" pelos Estados do Sul, uma vez que prejudicavam muito a economia da região. A Carolina do Sul lidou com estas tarifas através da Ordinância de Nulificação, que anularam tais tarifas dentro dos limites políticos do Estado. A Carolina do Sul também aprovou uma lei que tornava mandatória o cumprimento desta anulação das leis federais dentro do Estado, através da autorização de uma criação de uma força militar. Em resposta à ameaça da Carolina do Sul, o Congresso americano aprovou em caráter de emergência um ato, conhecido como Force Bill, e o Presidente americano Andrew Jackson enviou sete navios de guerra ao porto de Charleston, em novembro de 1832.
Os principais motivos que causaram as crescentes diferenças entre as regiões Norte e Sul dos Estados Unidos foram a base socioeconômica de ambas as regiões. Os Estados do Norte dependiam primariamente da agricultura de subsistência e da fabricação de produtos industrializados, e eram contra o uso do trabalho escravo e da importação de produtos industrializados do estrangeiro. Os Estados do Sul, por sua vez, dependiam do cultivo e da exportação de algodão a baixos preços para países europeus e da importação de produtos industrializados de países europeus. O cultivo do algodão a baixos preços exigia mão de obra barata, conseguida através do uso do trabalho escravo, visto como "um mal necessário" pelos Estados do Sul.
A expansão americana em direção ao oeste durante as primeiras décadas do século XIX passou a ser um tema de grande controvérsia no governo americano. À medida que o país se expandia em direção ao oeste, era de se esperar que tais regiões seriam povoadas, o que permitiria a eventual criação de territórios nestas regiões, que seriam, por sua vez, elevados a Estado. Porém, os sulistas, que dependiam da sua força no governo americano para evitar a aprovação de leis que os prejudicassem, queriam que o trabalho escravo fosse permitido nestes novos Estados, ou ao menos, que cada Estado tivesse direito de escolher se permitia ou não a escravidão. Isto porque - à medida que a população dos Estados do Norte crescia mais rapidamente do que a dos Estados do Sul, devido ao maior número de imigrantes recebidos pelos Estados do Norte, causando o crescente domínio dos Estados nortistas na Câmara dos Representantes - somente assim os sulistas teriam condições de manter o balanço político no Congresso dos Estados Unidos, através do Senado. Os nortistas, por sua vez, em grande parte, graças à ascensão do movimento abolicionista a partir da década de 1820, eram a favor da proibição total do trabalho escravo em novos Estados.
Até meados da década de 1850, o equilíbrio no Senado foi mantido, através da elevação de um número similar de Estados escravistas e abolicionistas. Desde então, porém, a grande maioria dos novos Estados americanos era abolicionista, o que eventualmente causou o desequilíbrio do balanço político entre sulistas e nortistas no Congresso.
Antes da Guerra Civil, a Constituição dos Estados Unidos fornecera a base para o debate pacífico sobre o futuro do governo, e fora capaz de regular conflitos de interesse e visões da nova nação em rápida expansão. Por muitos anos, compromissos foram realizados para balancear o número de "Estados livres" e "Estados escravistas", para manter uma balança política no Senado. Porém, o último Estado escravista admitido à União fora o Texas, em 1845, sendo que cinco Estados livres foram criados entre 1846 e 1859. A admissão de Kansas à União como um Estado escravista fora bloqueado pelo Congresso americano, e o Kansas entraria à União como um Estado livre em 1861. A ascensão da democracia em massa no norte industrializado, a queda do antigo sistema bipartidário de governo e o crescimento das ideologias virulentas e hostis existentes durante o século XIX tornaram a criação de acordos pacíficos, tais como o Compromisso do Missouri e o Compromisso de 1850, necessários para evitar uma crise. Além disso, a existência do trabalho escravo fez com que imigrantes recém-chegados nos Estados Unidos preferissem instalar-se no norte industrializado, onde a mão de obra utilizada era livre, resultando em crescente dominância do Congresso americano e nas eleições presidenciais, por parte do norte, por causa da população em crescimento da região - sensivelmente maior do que nos Estados da região sul.

### Década de 1850: debates e compromissos

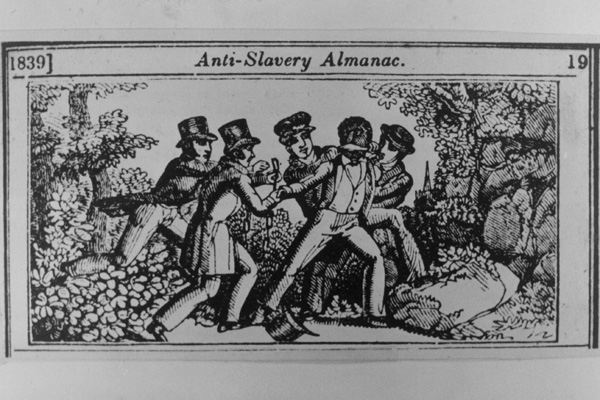
"Patrulhadores de escravos", compostos majoritariamente de brancos pobres, tinham a autoridade de parar, revistar, torturar e até matar escravos que violassem os códigos do escravo americano. Acima, caricatura nortista dos patrulhadores capturando um escravo fugitivo, em um almanaque abolicionista.

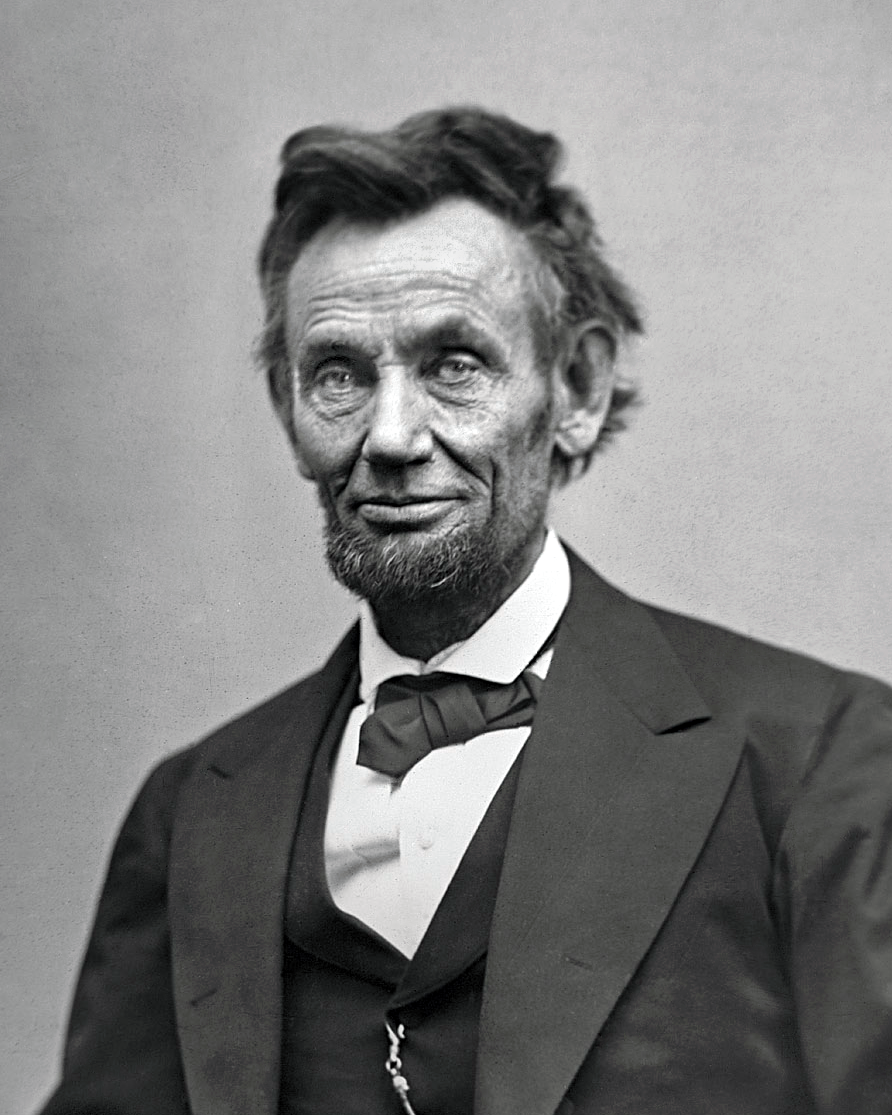
Abraham Lincoln em 1865. Lincoln foi o 16º presidente dos Estados Unidos e liderou o país durante a Guerra Civil Americana, preservando a União.

Durante a década de 1850, os Estados Unidos eram uma nação composta de quatro regiões distintas: O Nordeste, uma região onde a indústria de manufatura e o comércio eram cada vez mais importantes na economia local, o Centro-Noroeste, uma região dependente primariamente da indústria agropecuária, mas com uma indústria de manufatura e uma população em grande expansão, e onde a escravidão fora proibida através da Ordinância do Noroeste; o Sul, dependente da indústria agropecuária, e com uma economia em declínio, e o Sudoeste, uma região com uma população pequena mas em rápido crescimento, cuja principal fonte de renda era primariamente a indústria agropecuária e a mineração de metais preciosos.
Tensões seccionais cresceram rapidamente durante a década de 1850. O Partido Republicano fora estabelecido em 1854. O novo partido político opunha-se à expansão do trabalho escravo nos territórios do oeste americano. Embora apenas uma pequena parte dos nortistas favoreciam medidas que abolissem a escravidão no Sul, os republicanos foram capazes de mobilizar suporte popular entre trabalhadores do norte e do oeste americano, que não queriam competir contra o trabalho escravo, caso este fosse permitido nos territórios do oeste. Os republicanos rapidamente obtiveram o suporte de muitos políticos do Partido Whig e de diversos democratas do Norte americano, que estavam preocupados com a ainda forte influência sulista no governo americano - apesar de serem já minoria, tanto em número de Estados quanto em população.
Em 1850, um grupo de atos, os Compromissos de 1850, foram aprovados pelo Congresso americano, em uma tentativa em solucionar os atritos entre o Norte e o Sul. Os Compromissos permitiriam a manutenção da escravidão, mas proibiriam-na no Distrito de Columbia. O Compromisso admitiria a Califórnia à União como um estado livre (onde a escravidão seria proibida), mas permitiria a escravidão em territórios recentemente adquiridos ou criados, bem como o direito de decisão entre a permissão ou a proibição da escravidão.
Em 1854, o Ato de Kansas e Nebraska foi aprovado pelo Congresso, novamente, em uma tentativa do governo americano em tentar solucionar os atritos entre o Norte e o Sul. O Ato criou os territórios de Kansas e de Nebraska, e permitia a escravidão nestes dois territórios. O Ato também especificava que, caso um território fosse elevado à categoria de Estado, sua população teria o direito de votar a favor ou contra o continuamento da escravidão. Porém, muitos nortistas opuseram-se a este Ato, alegando que, uma vez que a escravidão estivesse bem fincada em um território, estaria ali para ficar. Em 1856, a maioria da população de Kansas votou contra a escravidão, mas grupos pró-escravidão recusaram-se a aceitar a decisão, e, logo, revoltas populares surgiram no Estado. Ainda no mesmo ano, um senador abolicionista foi espancado até ficar inconsciente por um representante do Sul. Em 1861, o Kansas juntou-se à União como um Estado livre.
A Decisão de Dred Scott foi um caso judicial julgado pela Suprema Corte. No caso, Dred Scott, um escravo, reivindicava por liberdade, alegando que já havia morado em um território livre. Porém, a Suprema Corte decidiu que ele, como escravo, era propriedade. Além disso, a Suprema Corte alegou que afro-americanos não podiam ser considerados cidadãos americanos. Esta decisão gerou grande controvérsia e raiva no Norte.
Em 1858, o senador William H. Seward, que posteriormente tornar-se-ia o Secretário de Estado de Abraham Lincoln, caracterizou as diferenças entre o Norte e o Sul como um "conflito irreparável". O motivo deste conflito, segundo Seward, era a escravidão. Em 1859, um abolicionista extremista, chamado John Brown, e seguidores, tentaram iniciar uma rebelião de escravos em um vilarejo da Virgínia Ocidental. Brown, porém, foi capturado um dia depois. Foi julgado e condenado à morte por enforcamento, culpado de traição. Vários sulistas viram este ato como uma ação do Norte como uma tentativa de acabar com a escravidão através da força.

### Lincoln e a secessão dos Estados do Sul americano
A secessão dos Estados do Sul americano foi desencadeada pela eleição do abolicionista Partido Republicano à presidência americana, nas eleições presidenciais americanas de 1860. Pouco antes das eleições presidenciais, líderes sulistas passaram a pressionar pela secessão do Sul da União, caso Lincoln vencesse as eleições. Muitos sulistas viam com bons olhos a secessão, através da ideia de que os Estados possuem direitos e poderes que o governo federal não poderia proibir através de métodos legais. Os sulistas alegaram que os Estados Unidos por si mesmo eram uma liga de Estados independentes, e que qualquer destes Estados possuía o direito de tornar-se independente.
Em dezembro de 1860, após a confirmação da vitória de Lincoln nas eleições presidenciais, a Carolina do Sul tornou-se o primeiro estado a sair da União, ainda quando Lincoln não havia tomado posse. A Carolina do Sul foi logo acompanhada por outros cinco Estados - Alabama, Flórida, Geórgia, Louisiana e Mississippi. Os principais líderes políticos e senhores de escravos, em sucessivas reuniões ainda em dezembro de 1860, aprovaram a constituição confederada, formalizando a criação dos Estados Confederados da América. Tais Estados elegeram Jefferson Davis, do Mississippi, como presidente do país. Em 1 de fevereiro de 1861, mais seis Estados sulistas haviam secedido: Alabama, Louisiana, Mississippi, Missouri, Texas e Virgínia. Os Estados Confederados da América declararam oficialmente sua independência em 9 de fevereiro de 1861. Os confederados tomaram então poder de propriedades do governo americano dentro de território confederado. Ironicamente, através da secessão, os Estados confederados enfraqueceram qualquer reivindicação aos territórios que estavam em disputa, cancelaram qualquer obrigação do Norte em devolver escravos fugitivos, e facilitou a aprovação de diversas leis e atos no governo americano, que até então não haviam sido aprovadas por causa da oposição dos Estados do Sul.

### Guerra Civil

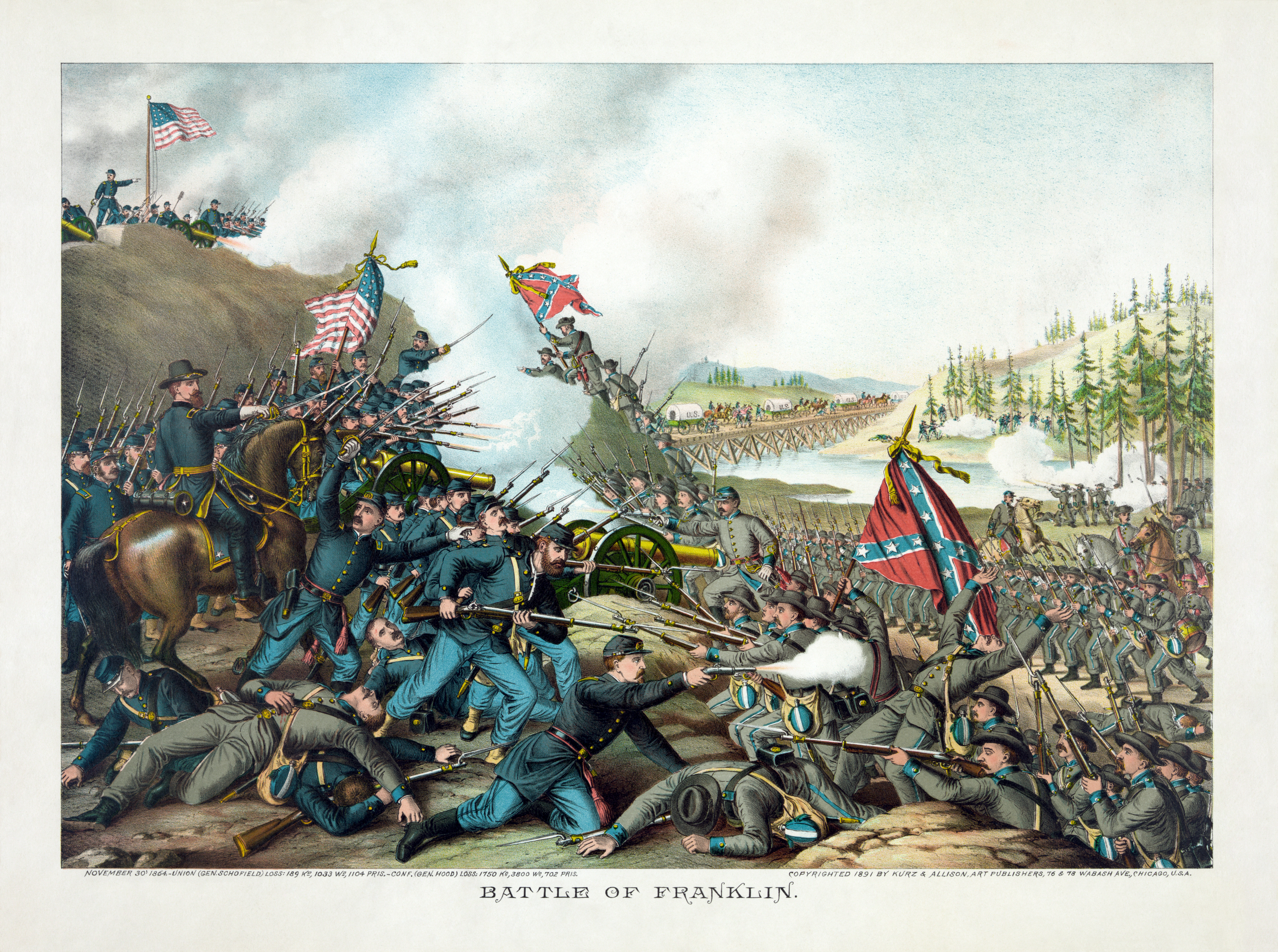
Tropas da União e da Confederação se combatendo.

Em seu primeiro discurso após ter sido inaugurado como presidente dos Estados Unidos, Lincoln afirmou que "a União ficaria unida para sempre, e que a União faria uso de todos os meios possíveis para garantir a possessão de propriedades da União localizados nos Estados do Sul". Houve uma tentativa de reconciliação, que os rebeldes não aceitaram. Em 12 de abril, os sulistas atacaram Fort Sumter, na baía de Charleston, Carolina do Sul. A Guerra Civil Americana havia oficialmente iniciado.
Os quatro anos que se seguiriam são considerados por muitos como os anos mais sombrios da história americana, na medida em que a nação se destruía sobre as longas e amargas questões da escravidão e dos direitos dos Estados. Os Estados do Norte, cada vez mais urbanizados e industrializados, a União, acabaram por derrotar os Estados do Sul, a Confederação, tendo o país continuado unido após o fim da guerra. Porém, os preços da guerra foram altos. Aproximadamente 620 mil americanos em ambos os lados morreram, e muito da região Sul americana estava devastada. No final, a escravidão foi abolida, e a nação americana foi lentamente e gradualmente reconstruída.